# Niels Hjersing Clementin
Niels Hjersing Clementin, född den 1 december 1721  i  Hvorslev, död den 4 januari 1776, var en dansk skådespelare.
Clementin, som var prästson, studerade först teologi, men fick 1748 anställning vid den danske skueplads i Köpenhamn och blev inom kort dess förnämsta prydnad. 
Clementin var komisk karaktärsskådespelare samt utmärkte sig särskilt i gubbroller i Holbergs och Molières stycken; även utlänningar beundrade hans spel, som tjänade hans efterföljare till mönster. 
Hans framställning av Vielgeschrei i Holbergs Den stundesløse omtalades som något av det bästa som dansk skådespelarkonst åstadkommit.